# 奧列克西伊夫卡 (薩赫諾夫希納區)
49°5′40″N 36°2′10″E / 49.09444°N 36.03611°E
奧列克西伊夫卡（烏克蘭語：Олексіївка），是烏克蘭東部的村莊，隸屬哈爾科夫州的別列斯京區。該村始建於1875年，面積0.95平方公里，海拔高度102米，2001年人口38，人口密度每平方公里40人。